# Kubaglasögonuggla
Kubaglasögonuggla (Pulsatrix arredondoi) är en förhistorisk utdöd fågel i familjen ugglor inom ordningen ugglefåglar som förekom på Kuba. Arten beskrevs 1968 utifrån subfossila lämningar funna 1960 i Caverna Paredones, San Antonio de los Baños i Havannaprovinsen. Jämfört med övriga arter i släktet är tarsen mycket kortare.